# Savignia fronticornis
Savignia fronticornis là một loài nhện trong họ Linyphiidae.
Loài này thuộc chi Savignia. Savignia fronticornis được Eugène Simon miêu tả năm 1884.